# 尼努尔塔·库杜瑞·乌苏尔
尼努尔塔·库杜瑞·乌苏尔（约公元前987年——约公元前985年前后在位）巴比伦第六王朝国王之一。承袭埃乌尔玛什·沙金·舒米之位。在位期间巴比伦的政治与经济均呈颓势，致使各种势力暗流汹涌。死后由什瑞克提·舒卡穆纳继任君位。